# Винеторі (комуна, Галац)
Винеторі (рум. Vânători) — комуна у повіті Галац в Румунії. До складу комуни входять такі села (дані про населення за 2002 рік):
- Винеторі (1953 особи)
- Кость (622 особи)
- Одая-Манолаке (1590 осіб)

Комуна розташована на відстані 193 км на північний схід від Бухареста, 11 км на північ від Галаца.

## Населення
За даними перепису населення 2002 року у комуні проживали 4165 осіб.
Національний склад населення комуни:
| Національність   | Кількість осіб | Відсоток |
| ---------------- | -------------- | -------- |
| румуни           | 4163           | > 99,9%  |
| росіяни-липовани | 2              | < 0,1%   |

Рідною мовою назвали:
| Мова      | Кількість осіб | Відсоток |
| --------- | -------------- | -------- |
| румунська | 4163           | > 99,9%  |
| російська | 2              | < 0,1%   |

Склад населення комуни за віросповіданням:
| Релігія       | Кількість осіб | Відсоток |
| ------------- | -------------- | -------- |
| православні   | 4096           | 98,3%    |
| адвентисти    | 49             | 1,2%     |
| римо-католики | 18             | 0,4%     |
| баптисти      | 1              | < 0,1%   |
| атеїсти       | 1              | < 0,1%   |

## Зовнішні посилання
- Дані про комуну Винеторі на сайті Ghidul Primăriilor [Архівовано 8 жовтня 2012 у Wayback Machine.]